# Attagenus hargreavesi
Attagenus hargreavesi is een keversoort uit de familie spektorren (Dermestidae). De wetenschappelijke naam van de soort werd in 1935 gepubliceerd door Maurice Pic.